# روسبورو (كارولاينا الشمالية)
روسبورو (بالإنجليزية:Roseboro) وهي مدينة في مقاطعة سامبسون بكارولاينا الشمالية .بلغ عدد سكانها 1267 سنة 2000

## التركيبة السكانية
حدّد مكتب تعداد الولايات المتحدة بيانات التركيبة السكانية لروسبورو في تعداد الولايات المتحدة. في ما يلي، التركيبة السكانية حسب تعدادي 2000 و2010.

### تعداد عام 2000
بلغ عدد سكان روسبورو 1,267 نسمة بحسب تعداد عام 2000، وبلغ عدد الأسر 509 أسرة وعدد العائلات 366 عائلة مقيمة في البلدة. في حين سجلت الكثافة السكانية 403.5 نسمة لكل كيلومتر مربع (1,045.1/ميل2). وبلغ عدد الوحدات السكنية 567 وحدة بمتوسط كثافة قدره 180.6 لكل كيلومتر مربع (467.8/ميل2).
وتوزع التركيب العرقي للبلدة بنسبة 47.43% من البيض و48.93% من الأمريكيين الأفارقة و1.26% من الأمريكيين الأصليين و0.32% من الأمريكيين ذوي الأصول الآسيوية و1.58% من الأعراق الأخرى و0.47% من عرقين مختلطين أو أكثر و2.60% من الهسبانيون أو اللاتينيون من أي عرق.
بلغ عدد الأسر 509 أسرة كانت نسبة 42.4% منها لديها أطفال تحت سن الثامنة عشر تعيش معهم، وبلغت نسبة الأزواج القاطنين مع بعضهم البعض 40.7% من أصل المجموع الكلي للأسر، ونسبة 25.9% من الأسر كان لديها معيلات من الإناث دون وجود شريك، بينما كانت نسبة 5.3% من الأسر لديها معيلون من الذكور دون وجود شريكة وكانت نسبة 28.1% من غير العائلات. تألفت نسبة 25% من أصل جميع الأسر من عدة أفراد يعيشون في نفس المنزل ونسبة 13.2% كانت تتألف من شخص يعيش بمفرده يبلغ من العمر 65 عاماً أو أكثر. وبلغ متوسط حجم الأسرة المعيشية 2.49، أما متوسط حجم العائلات فبلغ 2.92.
بلغ العمر الوسطي للسكان 33.8 عاماً. وكانت نسبة 30% من القاطنين تحت سن الثامنة عشر، وكانت نسبة 8.2% بين الثامنة عشر والرابعة والعشرين عاماً، ونسبة 28% كانت واقعةً في الفئة العمرية ما بين الخامسة والعشرين والرابعة والأربعين عاماً، ونسبة 17.5% كانت ما بين الخامسة والأربعين والرابعة والستين، ونسبة 16.3% كانت ضمن فئة الخامسة والستين عاماً فما فوق. يوجد لكل 100 أنثى 79.7 ذكر، ويوجد لكل 100 أنثى في الثامنة عشر من عمرها فما فوق 70.9 ذكر.
بلغ متوسط دخل الأسرة في البلدة 24,276 دولارًا، أما متوسط دخل العائلة فبلغ 26,250 دولارًا. وكان متوسط دخل الذكور 29,028 دولارًا مقابل 16,667 دولارًا للإناث. وسجل دخل الفرد الخاص بالبلدة 14,646 دولارًا. وكانت نسبة 25.7% من العائلات ونسبة 25.4% من السكان تحت خط الفقر، وكان من هؤلاء نسبة 38.6% تحت سن الثامنة عشر ونسبة 12.9% في الخامسة والستين من العمر وما فوق.

### تعداد عام 2010
بلغ عدد سكان روسبورو 1,191 نسمة بحسب تعداد عام 2010، وبلغ عدد الأسر 512 أسرة وعدد العائلات 319 عائلة مقيمة في البلدة. في حين سجلت الكثافة السكانية 379.3 نسمة لكل كيلومتر مربع (982.4/ميل2). وبلغ عدد الوحدات السكنية 587 وحدة بمتوسط كثافة قدره 186.9 لكل كيلومتر مربع (484.1/ميل2).
وتوزع التركيب العرقي للبلدة بنسبة 48.95% من البيض و43.24% من الأمريكيين الأفارقة و0.67% من الأمريكيين الأصليين و1.34% من الأمريكيين ذوي الأصول الآسيوية و3.69% من الأعراق الأخرى و2.10% من عرقين مختلطين أو أكثر و4.87% من الهسبانيون أو اللاتينيون من أي عرق.
بلغ عدد الأسر 512 أسرة كانت نسبة 29.5% منها لديها أطفال تحت سن الثامنة عشر تعيش معهم، وبلغت نسبة الأزواج القاطنين مع بعضهم البعض 35.7% من أصل المجموع الكلي للأسر، ونسبة 22.5% من الأسر كان لديها معيلات من الإناث دون وجود شريك، بينما كانت نسبة 4.1% من الأسر لديها معيلون من الذكور دون وجود شريكة وكانت نسبة 37.7% من غير العائلات. تألفت نسبة 35.9% من أصل جميع الأسر من عدة أفراد يعيشون في نفس المنزل ونسبة 19.1% كانت تتألف من شخص يعيش بمفرده يبلغ من العمر 65 عاماً أو أكثر. وبلغ متوسط حجم الأسرة المعيشية 2.26، أما متوسط حجم العائلات فبلغ 2.90.
بلغ العمر الوسطي للسكان 43.6 عاماً. وكانت نسبة 23.3% من القاطنين تحت سن الثامنة عشر، وكانت نسبة 9.7% بين الثامنة عشر والرابعة والعشرين عاماً، ونسبة 18.4% كانت واقعةً في الفئة العمرية ما بين الخامسة والعشرين والرابعة والأربعين عاماً، ونسبة 25.5% كانت ما بين الخامسة والأربعين والرابعة والستين، ونسبة 23.1% كانت ضمن فئة الخامسة والستين عاماً فما فوق. وتوزع التركيب الجنسي للسكان بنسبة 44.8% ذكور و55.2% إناث.

## أعلام
- بيل جونسون
- روفوس جي. هيرنغ
- تشاسيتي ملفين